# Simon Lachez

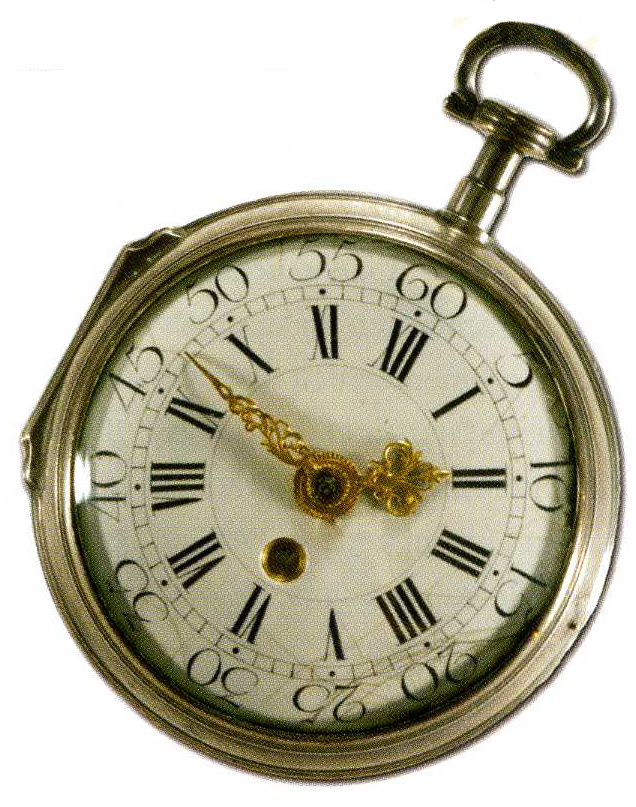
Zakhorloge van Simon Lachez

Simon Lachez (Utrecht, 1648 – aldaar, 1723) was klokkenmaker en regent van het Sint Eloyen Gasthuis te Utrecht. Hij stond in zijn jongere jaren ook bekend onder de naam(sverbasteringen) Simons, La Sus, Lasjes, La Chez, Lacher, Lachaize en La Sez.

## Biografie
Simon Lachez werd als jongste zoon geboren uit Simon de la Sus(e) en Trijntje Jansdr., die op 6 juli 1636 in Utrecht waren getrouwd, en werd op 30 september 1648 gedoopt in de Waalse kerk te Utrecht (zijn geboortedag is onbekend). Simon de la Sus kwam in 1635 met het Franse leger naar Nederland om te helpen met de opstand tegen Spanje. Na zijn huwelijk was hij werkzaam als ‘schoenmakersgast’. Kort na de geboorte van Simon keerde hij terug naar Frankrijk om een erfenis op te halen. Daarna is nooit meer iets van hem vernomen.
Na het overlijden van Trijntje Jansdr. in 1656 werden de kinderen (naast Simon dus ook zijn oudere broers Jan en Isaac) als wezen geplaatst in het ambachtskinderhuis.
Tussen 1657 en 1660 was Simon Lachez (onder zijn patronymicum Simon Simons) actief als leerling bij een drapier (lakenbereider). Daarna begon hij zij loopbaan als klokkenmaker.
In 1661 nam de klokkenmaker Egbert Jans van Leeuwarden hem in dienst om hem het vak te leren. Het ‘contract’ tussen het Gereformeerd Burger Weeshuis en Egbert Jans om Simon Lanchez. als leerling aan te nemen, luidde:
’22 april 1661 heeft Egbert Jans van Leeuwaerden horlogiemaecker in de Minnebroederstraet aangenomen Symon Symons om hem ’t voors. (voorsegde) hantwerck te leeren ende sall ’t leerkintsgeld betaelen ende versorgen gereetschap schorteldoeck ofte schootsveel ende noch t’eynden de twee jaeren een daelder in de spaerbus ende in ’t voor ’t huys vijff gulden’.
In 1665 wordt het contract met Simon verlengd, met de expliciete vermelding dat Van Leeuwarden hem het slingeruurwerk zal leren: ’Egbert Jans van Leeuwarden heeft voor den tijt van vier jaeren aengenomen om (...) voort het hantwerck te leeren soo van groot als cleyn werck slingerwerck ende sall boven vrij gereetschap vrij schorteldoeck ende yder jaer een daelder in de spaerbus noch elck jaer betaelen ses silver ducaten. Actum ut supra Symon Symons. Egbert Jans van Leeuwaerden.’
Simon maakte bij Egbert Jans kennis met de werking van het door Christiaan Huygens in 1656 uitgevonden slingeruurwerk.
Met Pasen 1669 verliet Simon Lachez het weeshuis en een jaar later trouwde hij met Petronella van der Eem bij wie hij elf kinderen kreeg.
In 1674 kocht Simon het burgerschap van de stad Utrecht, won hij het volle gild van het Smedengilde en mocht hij zich meester horlogiemaecker noemen.
Simon Lachez woonde in de Minnebroederstraat achter ‘Huysinge de Swarte Klock’ en is geen anoniem lid van het Smedengilde gebleven. Tussen 1690 en 1719 was hij regent van het Sint Eloyen Gasthuis, in 1694 en 1710 in de functie van huismeester. Op 25 januari 1702 werd hij aangesteld als deken, welke functie hij twee jaar vervulde.
In 1723 overleed Simon Lachez en werd hij begraven in de Buurkerk, de gildenkerk van Utrecht.

## Overgebleven klokken
Van Simon Lachez zijn ten minste de volgende overgebleven klokken bekend:
- Drie Haagse klokken, waarvan één zich bevindt in het Museum Willet Holthuysen te Amsterdam en een tweede in particulier bezit is. De verblijfplaats van de derde Haagse klok is onbekend.
- Een zilveren horloge, in bezit van het Centraal Museum te Utrecht.

## Leerlingen
- Jan (Egberts) van Leeuwarden, zoon van zijn leermeester de klokkenmaker Egbert Jans van Leeuwarden. Leerling vanaf 1682 en sinds 1700 gildebroeder bij het smedengilde.
- Hendrick van Diest. Leerling sinds 1683. Volgens het arbeidscontract is hij uit Breda afkomstig en heet zijn vader Anthonie.
- Isaac Lachez, zijn zoon. Van hem zijn geen klokken bekend. In 1689 verwerft hij het lidmaatschap van het gilde.
- Simon Simonse. Leerling vanaf 1703. Ook van hem zijn vermoedelijk geen klokken bewaard gebleven.
- Arnoldus de Swart, zijn kleinzoon. Leerling vanaf 1710 en vanaf 1725 ingeschreven bij het smedengilde. Ook van hem zijn geen klokken bekend.
- Willem Dadelbeek. Leerling sinds 1720 en gildebroeder bij het smedengilde sinds 1731 (later ook huismeester).